# Заболотье (Петушинский район)
Заболотье — деревня в Петушинском районе Владимирской области России, входит в состав Нагорного сельского поселения.

## География
Деревня расположена на берегу реки Шередарь в 15 км на север от города Покров и в 32 км на северо-запад от райцентра города Петушки.

## История
В писцовых книгах 1628—1631 годов деревня Заболотье значилась в составе Воскресенского прихода.
В конце XIX — начале XX века деревня входила в состав Овчининской волости Покровского уезда, с 1921 года — в составе Александровского уезда. В 1859 году в деревне числилось 40 дворов, в 1905 году — 46 дворов, в 1926 году — 50 дворов.
С 1929 года деревня входила в состав Ольховского сельсовета Киржачского района, с 1940 года — в составе Желудьевского сельсовета, с 1945 года — в составе Покровского района, с 1954 года — в составе Панфиловского сельсовета, с 1960 года в составе Петушинского района, с 2005 года — в составе Нагорного сельского поселения.

### Владельцы деревни Заболотье
- До 1796 и 1800 годов секунд-майор Алексей Петрович Савёлов[6].
- До 1805 года коллежский асессор Александр Иванович Рукин. Получено по купчим от А. П. Савёлова[6].
- После 1805 года действительный тайный советник, граф Алексей Иванович Васильев. Деревня куплена у А. И. Рукина за 15000 рублей ассигнациями[6].
- Действительная тайная советница, графиня Варвара Сергеевна Васильева[6].
- 1835 год. Генерал-лейтенантша, княгиня, фрейлина Екатерина Алексеевна Долгорукова (получено в наследство от матери — В. С. Васильевой)[6].
- 1844—1860 гг. Гвардии ротмистрша Надежда Сергеевна Пашкова (дочь княгини Е. А. Долгоруковой и С. Н. Долгорукова)[6][7].

## Население
1805 год — 97 человек.
1835 год — 106 человек.
| 1859 | 1905 | 1926 | 2002 | 2010 | 2021 |
| ---- | ---- | ---- | ---- | ---- | ---- |
| 249  | ↘218 | ↘196 | ↘3   | →3   | →3   |